# David Popper
David Popper (ur. 18 czerwca 1843 w Pradze, zm. 7 sierpnia 1913 w Baden) – czeski wirtuoz gry na wiolonczeli, kompozytor.
Twórca wielu utworów, w tym koncertów (jeden z nich uważany jest za najtrudniejszy koncert wiolonczelowy), dzieł kameralnych, salonowych, etiud. Niektóre do dziś goszczą na estradzie, wiele stanowi cenny materiał dydaktyczny dla wyższego stopnia kształcenia.